# Claude Ferragne
Claude Ferragne (ur. 14 października 1952 w Montrealu, zm. 7 lipca 2024) – kanadyjski lekkoatleta, specjalista skoku wzwyż, mistrz igrzysk Wspólnoty Narodów, olimpijczyk.

## Kariera sportowa
Zajął 3. miejsce w skoku wzwyż na igrzyskach Konferencji Pacyfiku w 1973 w Toronto. Zdobył brązowy medal na igrzyskach Brytyjskiej Wspólnoty Narodów w 1974 w Christchurch, przegrywając jedynie z Australijczykami Gordonem Windeyerem i Lawriem Peckhamem. Zajął 12. miejsce na igrzyskach olimpijskich w 1976 w Montrealu.
Zdobył złoty medal na igrzyskach Wspólnoty Narodów w 1978 w Edmonton, przed swym rodakiem Gregiem Joyem oraz innym Kanadyjczykiem Deanem Bauckiem i Brianem Burgessem ze Szkocji.
Był mistrzem Kanady w skoku wzwyż w 1980, wicemistrzem w 1975 oraz brązowym medalistą w 1973, 1974 i 1978.
1 maja 1976 w Gainesville ustanowił wspólnie z Robertem Forgetem rekord Kanady skokiem na wysokość 2,245 m, który tego samego dnia został poprawiony przez Grega Joya. Był to również najlepszy wynik w jego karierze.